# Svjetsko prvenstvo u motociklizmu 1962. – 50cc
Svjetsko prvenstvo u motociklizmu u klasi 50cc je svoje prvo izdanje imala 1962. godine. Kao uvod je 1961. godine vožen F.I.M. Europski kup 50cc. 
 
Prvak je postao vozač Ernst Degner iz Zapadne Njemačke na motociklu proizvođača Suzuki, kojima je ovo bilo prvo osvojeno svjetsko prvenstvo. 
 
Degner se do 1961. godine predstavljao Istočnu Njemačku i vozio motocikle tvrtke MZ, ali je krajem 1961. uspio prebjeći u Zapadnu Njemačku, dobiti njihovu licencu, te je potom otišao u Japan voziti i raditi za Suzuki.

## Raspored utrka i osvajači postolja
1962. godine je bilo na rasporedu 11 trkačih vikenda Svjetskog prvenstva, te su na 10 njih vožene utrke u klasi 50cc.
| rb | datum               | staza                              | utrka               | službeni naziv utrke                                       | pole poz.            | motocikl             | naj.krug             | motocikl             | pobjednik            | motocikl             | drugoplasirani       | motocikl             | trećeplasirani       | motocikl             | izvj.                                               |
| -- | ------------------- | ---------------------------------- | ------------------- | ---------------------------------------------------------- | -------------------- | -------------------- | -------------------- | -------------------- | -------------------- | -------------------- | -------------------- | -------------------- | -------------------- | -------------------- | --------------------------------------------------- |
| 1. | 6. svibnja 1962.    | Montjuïc - Barcelona               | VN Španjolske       | 12° GP de España - 18° Circuito Internacional de Barcelona | Luigi Taveri         | Honda                | Hans-Georg Anscheidt | Kreidler             | Hans-Georg Anscheidt | Kreidler             | José Maria Busquets  | Derbi                | Luigi Taveri         | Honda                | [ 4 ] [ 5 ] [ 6 ] [ 7 ] [ 8 ] [ 9 ] [ 10 ]          |
| 2. | 13. svibnja 1962.   | Charade - Clermont-Ferrand         | VN Francuske        | Grand Prix moto de France 1962                             | Kunimitsu Takahashi  | Honda                | Jan Huberts          | Kreidler             | Jan Huberts          | Kreidler             | Kunimitsu Takahashi  | Honda                | Luigi Taveri         | Honda                | [ 4 ] [ 5 ] [ 6 ] [ 7 ] [ 11 ] [ 12 ]               |
| 3  | 4. lipnja 1962.     | Snaefell Mountain                  | Tourist Trophy      | Isle of Man Tourist Trophy (T.T. Races 1962)               | Ernst Degner         | Suzuki               | Ernst Degner         | Suzuki               | Ernst Degner         | Suzuki               | Luigi Taveri         | Honda                | Tommy Robb           | Honda                | [ 4 ] [ 5 ] [ 6 ] [ 7 ] [ 13 ] [ 14 ] [ 15 ] [ 16 ] |
| 4  | 30. lipnja 1962.    | Assen                              | VN Nizozemske       | TT Grote Prijs van Nederland der K.N.M.V                   | Ernst Degner         | Suzuki               | Jan Huberts          | Kreidler             | Ernst Degner         | Suzuki               | Jan Huberts          | Kreidler             | Hans-Georg Anscheidt | Kreidler             | [ 4 ] [ 5 ] [ 6 ] [ 7 ] [ 17 ] [ 18 ] [ 19 ]        |
| 5  | 8. srpnja 1962.     | Spa-Francorchamps                  | VN Belgije          | Grand Prix de Belgique des motos                           | Jan Huberts          | Kreidler             | Ernst Degner         | Suzuki               | Ernst Degner         | Suzuki               | Hans-Georg Anscheidt | Kreidler             | Luigi Taveri         | Honda                | [ 4 ] [ 5 ] [ 6 ] [ 7 ] [ 20 ] [ 21 ]               |
| 6  | 15. srpnja 1962.    | Solitude                           | VN Zapadne Njemačke | Großer Preis von Deutschalnd auf den Solitude              | Hans-Georg Anscheidt | Kreidler             | Ernst Degner         | Suzuki               | Ernst Degner         | Suzuki               | Hans-Georg Anscheidt | Kreidler             | Mitsuo Itoh          | Suzuki               | [ 4 ] [ 5 ] [ 6 ] [ 7 ] [ 22 ]                      |
|    | 11. kolovoza 1962.  | Dundrod                            | VN Ulstera          | 34th Ulster Grand Prix                                     | nije bilo utrke 50cc | nije bilo utrke 50cc | nije bilo utrke 50cc | nije bilo utrke 50cc | nije bilo utrke 50cc | nije bilo utrke 50cc | nije bilo utrke 50cc | nije bilo utrke 50cc | nije bilo utrke 50cc | nije bilo utrke 50cc | [ 4 ] [ 5 ] [ 6 ] [ 7 ]                             |
| 7  | 19. kolovoza 1962.  | Sachsenring                        | VN Istočne Njemačke | Großer Preis der Deutschen Demokratischen Republik         | Hugh Anderson        | Suzuki               | Jan Huberts          | Kreidler             | Jan Huberts          | Kreidler             | Mitsuo Itoh          | Suzuki               | Hugh Anderson        | Suzuki               | [ 4 ] [ 5 ] [ 6 ] [ 7 ] [ 23 ]                      |
| 8  | 9. studenog 1962.   | Monza                              | VN Nacija           | 40º Gran Premio delle Nazioni                              | Hans-Georg Anscheidt | Kreidler             | Hans-Georg Anscheidt | Kreidler             | Hans-Georg Anscheidt | Kreidler             | Mitsuo Itoh          | Suzuki               | Jan Huberts          | Kreidler             | [ 4 ] [ 5 ] [ 6 ] [ 7 ] [ 24 ] [ 25 ]               |
| 9  | 23. rujna 1962.     | Pyynikkinajo – Tampere             | VN Finske           | 25° Pyynikki TT                                            | Hans-Georg Anscheidt | Kreidler             | Luigi Taveri         | Honda                | Luigi Taveri         | Honda                | Tommy Robb           | Honda                | Hans-Georg Anscheidt | Kreidler             | [ 4 ] [ 5 ] [ 6 ] [ 7 ] [ 26 ]                      |
| 10 | 14. listopada 1962. | Buenos Aires - Autódromo Municipal | VN Argentine        |                                                            | Hugh Anderson        | Suzuki               |                      |                      | Hugh Anderson        | Suzuki               | Ernst Degner         | Suzuki               | Hans-Georg Anscheidt | Kreidler             | [ 4 ] [ 5 ] [ 6 ] [ 7 ] [ 27 ]                      |

1. startna pozicija (eng. pole position) – kao statistika se broji od 1974. godine, dotad nije službeno dijeljena, te je ovisila o pojedinim stazama i utrkama 

VN Nizozemske – također navedena kao Dutch TT, odnosno kao TT Assen 

VN Zapadne Njemačke – također navedena kao VN Njemačke 

VN Finske – također navedena kao Pyynikki TT 

VN Argentine - zbog udaljenosti i troškova samo manji broj vozača i momčadi sudjelovali u utrci 

## Poredak za vozače
Sustav bodovanja
Bodove je osvajalo prvih 6 vozača u utrci. Od ukupnog broja osvojenih bodova, u poretku su vozaču stavljeni bodovi iz 6 utrka s najboljim plasmanom. 
| pozicija u utrci | 1. | 2. | 3. | 4. | 5. | 6. |
| bodovi           | 8  | 6  | 4  | 3  | 2  | 1  |

| mj. | vozač                | konstruktor | bm      | momčad (tim) | motocikl                  | bodova | ukupno bodova |
| --- | -------------------- | ----------- | ------- | ------------ | ------------------------- | ------ | ------------- |
| 1.  | Ernst Degner         | Suzuki      | 5 / 30  |              | Suzuki RM 62              | 41     |               |
| 2.  | Hans-Georg Anscheidt | Kreidler    | 51      |              | Kreidler                  | 36     | (43)          |
| 3.  | Luigi Taveri         | Honda       |         |              | Honda RC110 Honda RC111   | 29     | (33)          |
| 4.  | Jan Huberts          | Kreidler    |         |              | Kreidler                  | 29     |               |
| 5.  | Mitsuo Itoh          | Suzuki      |         |              | Suzuki RM 62              | 23     | (24)          |
| 6.  | Tommy Robb           | Honda       | 22      |              | Honda RC110               | 17     |               |
| 7.  | Hugh Anderson        | Suzuki      |         |              | Suzuki RM 62 Suzuki RM 63 | 16     |               |
| 8.  | Seichi Suzuki        | Suzuki      |         |              | Suzuki RM 62              | 10     |               |
| 9.  | Kunimitsu Takahashi  | Honda       |         |              | Honda RC110 Honda RC111   | 7      |               |
| 10. | José Maria Busquets  | Derbi       |         |              | Derbi                     | 6      |               |
| 11. | Wolfgang Gedlich     | Kreidler    |         |              | Kreidler                  | 6      |               |
| 12. | Isao Morishita       | Suzuki      |         |              | Suzuki RM 62              | 2      |               |
| 12. | Teisuke Tanaka       | Honda       | 24 / 30 |              | Honda                     | 2      |               |
| 14. | Michio Ichino        | Suzuki      |         |              | Suzuki RM 62              | 2      |               |
| 15. | Dan Shorey           | Kreidler    |         |              | Kreidler                  | 1      |               |
| 15. | Günter Beer          | Kreidler    |         |              | Kreidler                  | 1      |               |

 u ljestvici vozači koji su osvojili bodove u prvenstvu 

## Poredak za konstruktore
Sustav bodovanja
Bodove za proizvođača osvaja najbolje plasirani motocikl proizvođača među prvih 6 u utrci. Od ukupnog broja osvojenih bodova, u poretku su konstruktoru stavljeni bodovi iz 6 utrka s najboljim plasmanom. 
| pozicija u utrci | 1. | 2. | 3. | 4. | 5. | 6. |
| bodovi           | 8  | 6  | 4  | 3  | 2  | 1  |

"Suzuki" prvak u poretku konstruktora. 
| mj. | konstruktor | bodova u poretku | ukupno bodova |
| --- | ----------- | ---------------- | ------------- |
| 1.  | Suzuki      | 46               | (57)          |
| 2.  | Kreidler    | 44               | (61)          |
| 3.  | Honda       | 32               | (36)          |
| 4.  | Derbi       | 6                |               |

 u ljestvici konstruktori koji su osvojili bodove u prvenstvu 

## Vanjske poveznice
- (engl.) motogp.com
- (fr.) racingmemo.free.fr, LES CHAMPIONNATS DU MONDE DE VITESSE MOTO
- (fr.) pilotegpmoto.com
- (engl.) the-sports.org, Moto - 50cc - Prize list
- (engl.) motorsporttop20.com, Motorcycle Championships
- (engl.) progcovers.com, Motor Racing Programme Covers / FIM Grand Prix World Championship Programmes / 500cc Class /MotoGP
- (nizoz.) nl.wikipedia.org, Wereldkampioenschap wegrace 1962
- (tal.) it.wikipedia.org, Risultati del motomondiale 1962